# Le Fantôme du Moulin-Rouge
Le fantôme du Moulin-Rouge és una pel·lícula muda comèdia de comèdia fantàstica francesa de 1925 (realitzada el 1924), dirigida per René Clair i protagonitzada Albert Préjean, Sandra Milovanoff and Paul Ollivier. L'argument és basat en una novel·la de Walter Schlee. Els decorats de la pel·lícula van ser dissenyats per Robert Gys.

## Argument
Julien Boissel està compromès amb Yvonne, però el seu pare diplomàtic hi està en contra. El seu pare està rebent xantatge per un editor corrupte de diaris anomenat Gauthier, que afirma que lliurarà les proves incriminatòries que té si el vell li permet casar-se amb Yvonne. Per salvar el seu pare d'un escàndol, Yvonne accepta casar-se amb el xantatgista.
Un Julien deprimit es troba amb un mesmerista anomenat Dr. Window a la famosa sala de ball Moulin-Rouge, i aquest permet que el metge experimenti amb ell amb els seus poders mesmèrics. L'esperit de Julien s'allibera del seu cos corporal i fa una juerga entremaliada per París, provocant una sèrie d'esdeveniments humorístics i aterridors. La policia es troba amb el cos de Julien mentre ell està fora i creu que està mort, i el doctor Window és acusat de l'assassinat.
En Julien descobreix que s'ha de fer una autòpsia al seu "cadàver", i si això passa, el seu esperit mai no podrà tornar-hi a entrar. Julien aconsegueix treure les proves incriminatòries de Gauthier i lliurar-les a Yvonne, després torna al seu cos just moments abans de l'hora de l'autòpsia proposada. El doctor Window queda exonerat quan el cadàver de Julien torna a la vida, i Julien aconsegueix la noia.

## Repartiment
- Georges Vaultier com a Julien Boissel, el fantasma
- Sandra Milovanoff com a Yvonne Vincent
- Maurice Schutz com a Victor Vincent, el pare d'Yvonne
- Paul Ollivier com el Dr. Window
- José Davert com a Gauthier, l'editor/xantatgista
- Madeleine Rodrigue com a Jacqueline
- Albert Préjean com a Jean Degland, reporter